# Medalla de Zulfikar (República Islámica de Irán)
La Medalla de Zulfikar (persa: دکوراسیون ذوالفقار) es una condecoración militar de la República Islámica de Irán, creada siguiendo la tradición militar del país sobre la base de la historia de la espada Zulfiqar, que perteneció al Califa Ali Ibn Abi Tálib, yerno del profeta Mahoma y gran líder de los musulmanes.
Qasem Soleimani fue la única persona condecorada con esta distinción por el Gobierno de Irán en los últimos 40 años. Le fue concedida en marzo del 2019 .
Es posible que se otorgue por los mismos méritos que otorgaron la Orden de Zulfikar durante el reinado de la Dinastía Pahlaví, pero no hay más información disponible que la expuesta en los enlaces.